# Aricia (gènere)
Aricia és un gènere de lepidòpters papilionoïdeus de la família dels licènids (Lycaenidae), subfamília dels poliommatins que es distribueix per la regió paleàrtica. A diferència d'altres licènids, en moltes espècies tant el mascle com la femella presenten coloracions marrons a l'anvers de les ales.

## Taxonomia
Actualment encara és un gènere taxonòmicament incert i genera molts debats entre els experts. Segons la darrera revisió del gènere, aquest es compon per les següents espècies:
- Aricia agestis
- Aricia anteros
- Aricia artaxerxes
- Aricia bassoni (possible subespècie d'Aricia anteros)
- Aricia chinensis
- Aricia cramera
- Aricia crassipuncta
- Aricia dorsumstellae (possible subespècie d'Aricia isaurica)
- Aricia hyacinthus
- Aricia isaurica
- Aricia mandschurica (possible sinònim d'Aricia chinensis)
- Aricia montensis
- Aricia morronensis
- Aricia myrmecias (possible subsespècie d'Aricia chinensis)
- Aricia nicias
- Aricia scythissa
- Aricia teberdina
- Aricia torulensis
- Aricia vandarbani